# Fotocatalisi delle acque reflue
La fotocatalisi delle acque reflue è un processo di degradazione principalmente di natura ossidativa attuata da particolari “fotocatalizzatori” delle sostanze inquinanti e microbiche più diffuse nell'acqua. L'agente attivante delle reazioni può essere la luce solare o la luce artificiale.

## Principio
Le reazioni di fotodegradazione avvengono in presenza di semiconduttori nanodimensionati: i fotocatalizzatori più diffusi sono a base di biossido di titanio TiO2 policristallino nella forma cristallina detta anatasio. A partire da questo composto sono stati realizzati numerosi semiconduttori policristallini, come: WO3, ZnO, Nb2O5, ZrO2 e polveri miste di WO3/WS2.
Caratteristica del processo è il mantenimento da parte del biossido di titanio delle sue caratteristiche: il processo di fotocatalisi avviene senza che il supporto sia degradato, ed è garantita una efficacia continua e costante nel tempo. 
La molecola di TiO2 infatti partecipa come fotocatalizzatore, e non direttamente ai processi di trasformazione chimica.

## Meccanismo
Dal punto di vista della dinamica del processo, esso ha inizio nel momento in cui la radiazione luminosa, di opportuna lunghezza d’onda, investe il semiconduttore e consente la creazione di una coppia buca-elettrone. Questi ultimi possono, in determinate circostante, interagire provocando l'ossidazione e la riduzione di specie chimiche adsorbite sulla superficie del supporto e di opportuno potenziale redox.
Il processo chimico che sta alla sua base è infatti una ossidazione che si avvia grazie all'azione combinata della luce (solare o artificiale) e dell'aria o acqua. I due elementi, a contatto con il rivestimento delle superfici, favoriscono infatti l'attivazione della reazione e la conseguente decomposizione delle sostanze organiche ed inorganiche (assimilabili a tutte le polveri sottili – PM10), dei microbi, degli ossidi di azoto, del benzene, dell'anidride solforosa, del monossido di carbonio, della formaldeide, del metanolo, dell'etanolo, ecc. 
Le sostanze inquinanti e tossiche, come mostra la figura qui sotto, vengono trasformate, attraverso il processo di fotocatalisi, in nitrati di sodio (NaNO3), nitrati di calcio (Ca(NO3)2) e calcare (CaCO3), innocui e misurabili in ppb (parti per miliardo).
I prodotti della scissione delle sostanze inquinanti organiche e inorganiche non costituiscono più un danno per l'ambiente, trattandosi, in ultima analisi, di sali solubili come carbonati e nitrati che si depositano sulle superfici ove hanno avuto luogo le reazioni sopra descritte. Tali sali sono facilmente rimovibili: nel caso di applicazione a pavimentazioni stradali, essi sono facilmente e senza conseguenze per l'ambiente eliminati dal vento e dalle piogge.

## Applicazioni
Numerosi gruppi di ricerca, a livello mondiale, sono coinvolti nello studio della cinetica di fotodegradazione di composti organici ed inorganici in mezzo gassoso o in soluzione. Sono stati esaminati fenoli, nitrofenoli, aniline, cianuri liberi e complessati, pesticidi, farmaci e vari COV . La velocità di foto-ossidazione dei substrati organici è studiata attraverso la variazione di alcuni parametri sperimentali quali: concentrazione iniziale del substrato; concentrazione del catalizzatore; pH iniziale; potenza di irradiazione; concentrazione dell'ossigeno presente. Le equazioni di velocità, i cammini di reazione e i modelli cinetici determinati dai dati sperimentali possono essere utilizzati per predire la fattibilità di un processo.
Ricercatori giapponesi del Dipartimento di Chimica applicata dell'Università di Tokyo hanno recentemente messo a punto un reattore pilota per la degradazione di tensioattivi non ionici – quali, ad es. il poliossietilene – basato sulla reazione fotocatalitica generata da nanoparticelle di TiO2 attivate da luce UV. La reazione, direttamente proporzionale alla superficie di titanio interessata dalla reazione, ha dimostrato come elevate concentrazioni di tensioattivi presenti nelle acque possono venire fotocatalizzate anche mediante irradiazione alla normale frazione di UV presenti nello spettro solare.
Numerose applicazioni riguardano la valutazione delle cinetiche di abbattimento di composti organici volatili in aria e/o ambienti confinanti; ricercatori francesi hanno pubblicato dati, nel 2006, riguardo alla fotocatalisi in reattori contenenti ossidi metallici attivati da uno spettro radiante nel range dell'UV fino ad alcune lunghezze d'onda del visibile. Le cinetiche di abbattimento di vari COV quali tricloroetilene, metanolo e benzene dimostrano livelli di riduzione dei composti che variano dal 60 al 95% delle concentrazioni iniziali.
Le ampie capacità di disinfezione di acque di scarico mediante processi fotocatalitici è stata ampiamente dimostrata: irradiazioni di 30 minuti di acque contenenti elevate concentrazioni di coliformi hanno portato, in presenza di superfici fotocatalitiche di TiO2, alla completa inattivazione dei ceppi microbici.
Altre importante applicazione è la cosiddetta “fotocatalisi urbana”: esistono in commercio speciali principi attivi da applicare ai materiali cementizi che permettono l'abbattimento di diversi inquinanti atmosferici, tra cui le polveri sottili, gli aromatici policondensanti, gli ossidi di azoto, l'ossido di carbonio e l'ossido di zolfo.
Il processo è simile a quello che avviene in natura nella fotosintesi clorofilliana e, come avviene in natura, anche il cemento trattato con tali principi attivi ha bisogno della luce solare per attivarsi e compiere quella che è stata battezzata la “fotocatalisi urbana”. La luce attiva il biossido di titanio contenuto nel cemento e il titanio interagisce con l'ossigeno presente nell'atmosfera e ossida le sostanze inquinanti che vengono a contatto con la superficie.
Le ricerche condotte hanno dimostrato che, grazie ad opportuni accorgimenti nella realizzazione dei semiconduttori nanocristallini, l'attività fotocatalitica è possibile anche in interni trattati con materiali cementati fotovoltaici, nei quali sia presente una luce solare o artificiale diffusa.